# 南海岸

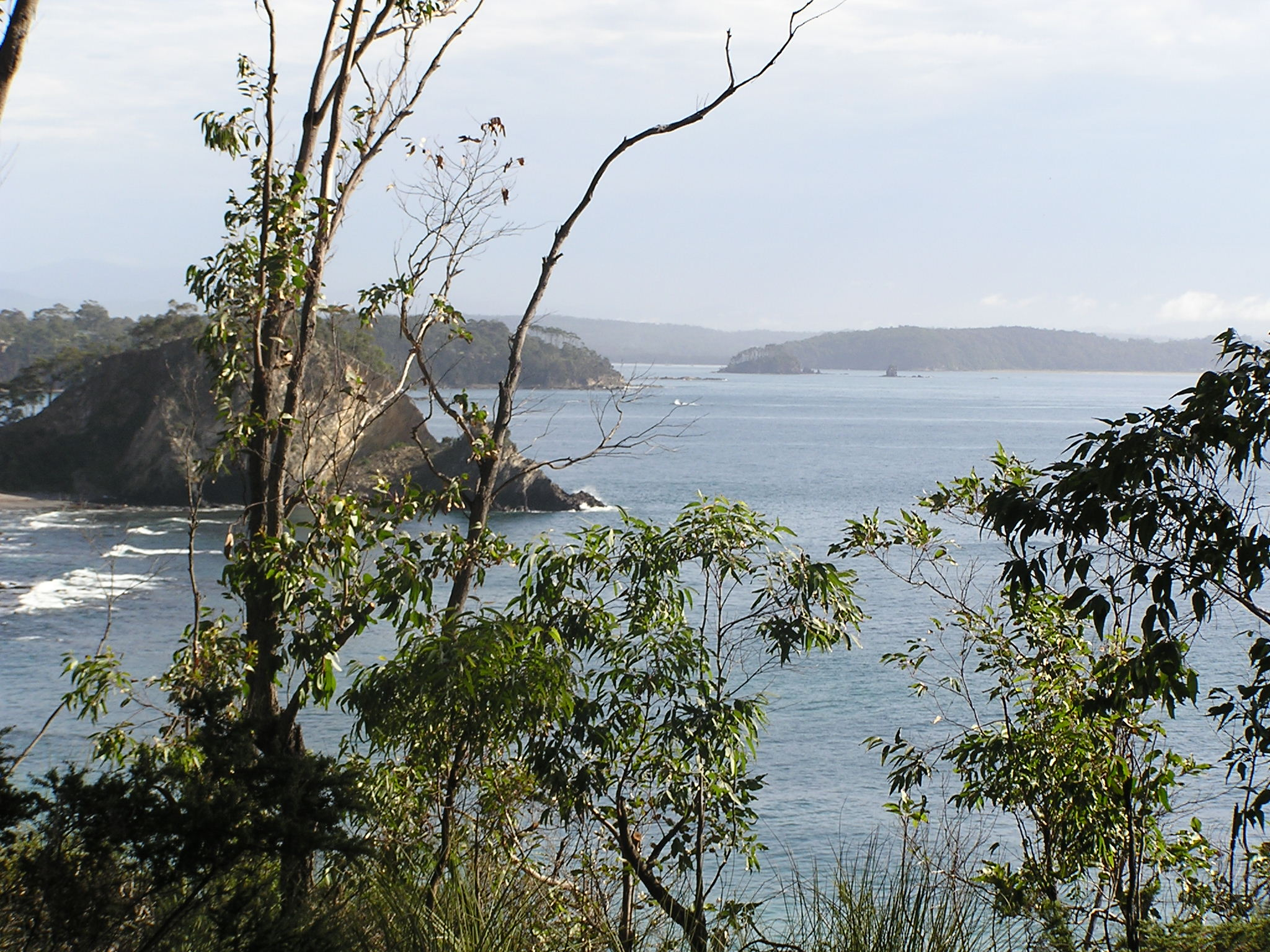
从南方拍摄巴特曼斯湾。

南海岸（South Coast）为澳洲新南威尔士州境内，北至悉尼、南至与维多利亚州交界处的一段临海（太平洋）狭长地域。其西部为地势多山的南部高地区域，北为伊拉瓦拉地区。
地区为宜人的温带气候，夏冬两季最高温分别为26°C和17°C。降水不稳定，多以无规律的暴雨（主要是在秋冬之交）形式出现。区内农业不发达。主要经济为旅游业和木屑生产。

## 外部連結
- 维基导游上有關South Coast (New South Wales)的旅行指南
- South Coast Travel Guide （页面存档备份，存于）
- South Coast Secrets